# 2008年北京オリンピックのフィンランド選手団
2008年北京オリンピックのフィンランド選手団（2008ねんペキンオリンピックのフィンランドせんしゅだん）は、2008年8月8日から8月24日にかけて中国の北京を主として開催された2008年北京オリンピックのフィンランド選手団、およびその競技結果。

## 概要
今大会は金メダル1個、銀メダル1個、銅メダル2個の合計4個のメダルを獲得した。

## メダル
| メダル | 選手名                            | 競技   | 種目                   |
| ------ | --------------------------------- | ------ | ---------------------- |
| 金     | サトゥ・マケラ＝ヌンメラ          | 射撃   | 女子トラップ           |
| 銀     | サンナ・ステン ミンナ・ニエミネン | ボート | 女子軽量級ダブルスカル |
| 銅     | テロ・ピトカマキ                  | 陸上   | 男子やり投             |
| 銅     | ヘンリ・ハッキネン                | 射撃   | 男子10mエアライフル    |